# 탠디 그래픽스 어댑터

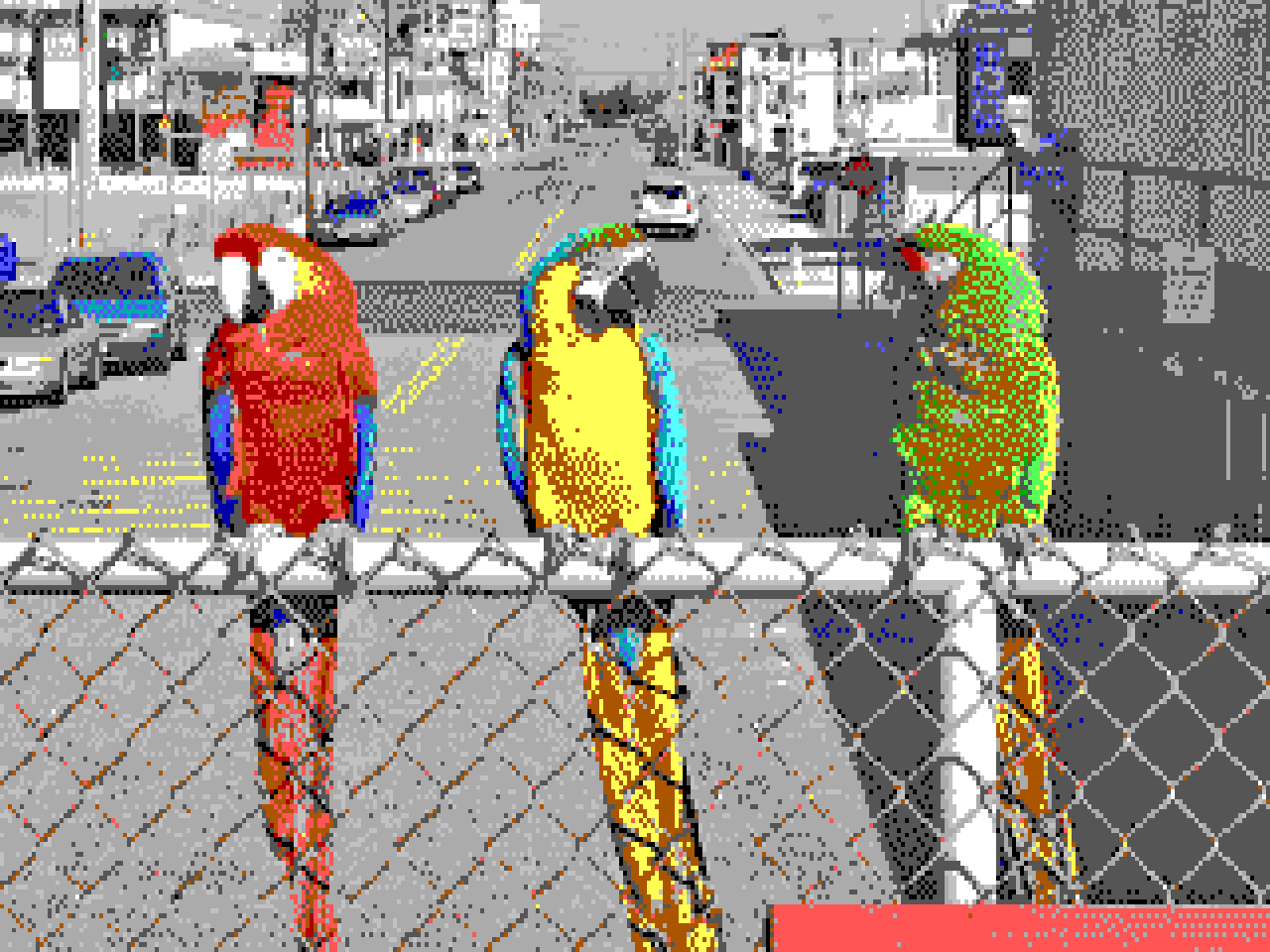
전체 16색 팔레트를 사용하는 320×200 이미지. CGA보다 개선됨

탠디 그래픽스 어댑터(Tandy Graphics Adapter, TGA, 탠디 그래픽스)는 IBM PC 호환 제품의 탠디 1000 시리즈에 대한 컴퓨터 디스플레이 표준으로, IBM PCjr의 비디오 하위 시스템과 호환되지만 그 자체로 표준이 되었다.

## PCjr 그래픽
탠디 1000 시리즈는 1984년에 IBM PCjr의 복제품으로 시작되어 기존 PCjr 소프트웨어에 대한 지원을 제공했다. 결과적으로 그래픽 하위 시스템은 대부분 호환된다.
1983년에 출시된 PCjr은 IBM의 비디오 게이트 어레이(이후의 비디오 그래픽 어레이와 혼동하지 말 것) 및 MC6845 CRTC를 기반으로 구축된 그래픽 하위 시스템을 갖추고 있으며 CGA(컬러 그래픽 어댑터)의 기능을 확장하여 각 화면 모드의 색상 수를 늘린다. CGA의 2색 모드는 4가지 색상으로 표시할 수 있으며, 4색 모드는 16가지 색상 모두를 표시할 수 있다.
탠디 1000은 PCjr보다 훨씬 더 성공적이었기 때문에 공유 하드웨어 기능은 IBM보다 탠디 브랜드와 더 관련이 있었다.
탠디 그래픽 하위 시스템에 대한 구체적인 이름은 없지만(탠디 설명서에서는 이를 "비디오 시스템 로직"이라고 함) 일반적인 용어로는 TGA라고 한다. 별도로 명시하지 않은 경우 TGA를 설명하는 이 문서의 정보는 PCjr 비디오 하위 시스템에도 적용된다.
EGA는 결국 IBM 호환 제품에서 TGA 그래픽의 상위 세트를 제공하지만 TGA용으로 작성된 소프트웨어는 EGA 카드와 호환되지 않는다.